# 781
781(칠백팔십일)은 780보다 크고 782보다 작은 자연수다.

## 수학
- 합성수로, 그 약수는 1, 11, 71, 781이다. 진약수의 합은 83이므로, 781은 부족수다.
- 11번째 십육각수다. 앞의 십육각수는 640, 다음은 936이다.

## 과학
- NGC 781(영어판): 양자리 방향에 있는 나선은하.
- 781 카르트벨리아(영어판): 소행성.

## 교통

### 항공
- 영국해외항공 781편 추락 사고

### 철도
- 일본국유철도 781계 전동차(일본어판)

### 도로
- 주간고속도로 제781호선(영어판): 미국의 주간고속도로.
- 현도 제781호선

## 군사
- 781 해군 항공대(영어판): 과거 존재한 영국의 해군 항공대.

## 문화유산
- 대한민국의 보물 제781호: 금동용두토수

## 기타
- 연도: 781년, 기원전 781년